# Nikol Pasjinjan
Nikol Vovaji Pasjinjan (armeniska: Նիկոլ Վովայի Փաշինյան), född 1 juni 1975 i Idzjevan i Sovjetunionen, är en armenisk politiker som den 8 maj 2018 tillträdde som landets premiärminister. Han ledde oppositionen i landsomfattande protester mot den sittande premiärministern.